# Gaston Brébion
Gaston Brébion, né le 20 mars 1887 dans le 16e arrondissement de Paris et mort le 21 septembre 1970 à La Garde (Var), est un footballeur français évoluant au poste d'attaquant.

## Biographie
Il connaît la sélection française, une fois, le 22 mai 1909 contre l'Angleterre (0-11). 
Avec l'Étoile des Deux Lacs, il remporte le Trophée de France 1907. Il est également champion de France FGSPF (Fédération gymnastique et sportive des patronages de France) en 1907. Il a également porté les couleurs du CASG. 